# Meinrad Belle
Meinrad Belle (1943-2015) foi um político alemão (CDU) e ex-membro do Bundestag alemão.

## Vida
De 1975 a 1990 foi prefeito da comunidade de Brigachtal no distrito de Schwarzwald-Baar e de 1990 a 2002 foi membro do Bundestag alemão.